# Sainte-Laguë-Verfahren
Das Sainte-Laguë-Verfahren [sɛ̃tlaˈɡy] (auch: Divisorverfahren mit Standardrundung; in Deutschland: Sainte-Laguë/Schepers-Verfahren; im angelsächsischen Raum: Webster-Methode, Methode der hälftigen Bruchteile, Methode der ungeraden Teiler) ist eine Methode der proportionalen Repräsentation (ein Sitzzuteilungsverfahren), wie sie z. B. bei Wahlen mit dem Verteilungsprinzip Proporz (siehe Verhältniswahl) benötigt wird, um Wählerstimmen in Abgeordnetenmandate umzurechnen.

## Geschichte
Im Jahr 1832 propagierte der US-amerikanische Politiker Daniel Webster das Verfahren für die Zuteilung der Sitze des US-Repräsentantenhauses an die Bundesstaaten im Verhältnis der Bevölkerungszahlen des Zensus 1830. Der Webster-Methode war erstmals nach dem Zensus 1840 Erfolg beschieden; sie prägte die Kongressdebatten zur Sitzzuteilung über mehr als ein Jahrhundert. Seit 1941 ist das gesetzlich normierte Verfahren ein anderes: das Divisorverfahren mit geometrischer Rundung (Hill/Huntington, method of equal proportions, kurz EP-method).
Der französische Mathematiker André Sainte-Laguë bewies zu Beginn des 20. Jahrhunderts, dass das Verfahren dem Ziel der Erfolgswertgleichheit der Wählerstimmen optimal nahekommt. Der Berliner Statistiker Ladislaus von Bortkewitsch zeigte ergänzend, dass die Unterschiede zwischen den Erfolgswerten je zweier Wählerstimmen mit dem Sainte-Laguë-Verfahren so gering ausfallen wie irgend möglich.
In der 9. Legislaturperiode (Beginn 1980) wurde das Verfahren im Deutschen Bundestag für die Verteilung der Ausschusssitze eingeführt. Die Vorarbeiten dazu leistete Hans Schepers, Leiter der Gruppe Datenverarbeitung der Wissenschaftlichen Dienste des Deutschen Bundestages, weshalb Bundestagsdokumente vom Proportionalverfahren nach Sainte-Laguë/Schepers sprechen.
Die Wahlkreiskommission für die 16. Legislaturperiode legte ihrem Bericht eine Anlage bei, in der sie die Vorzüge des Sainte-Laguë-Verfahrens im Vergleich mit dem damals im Bundeswahlgesetz vorgeschriebenen Hare/Niemeyer-Verfahren akribisch herausarbeitete. Der Bundestag folgte der Empfehlung und übernahm das Sainte-Laguë-Verfahren in das Bundeswahlgesetz (seit 2008). Das Verfahren setzte sich auch bei anderen Wahlen der Legislative mehr und mehr durch: Verwendet wurde und wird es bisher bei den Bürgerschaftswahlen in Bremen (seit 2003) und Hamburg (seit 2008) sowie den Landtagswahlen in Nordrhein-Westfalen (seit 2010), Rheinland-Pfalz (2011), Baden-Württemberg (2011), Schleswig-Holstein (2012), Bayern (2022) und Sachsen (2023), bei Bundestagswahlen seit 2009 und den Kommunalwahlen in Bayern (2020). Auch die Deutschland zustehenden Sitze im Europaparlament werden seit 2009 nach diesem Verfahren den Listen der Parteien zugeteilt. Fachleute rechnen mit der Aufnahme des Verfahrens in weitere Wahlgesetze des Bundes und der Länder.
In der Schweiz wurde das Sainte-Laguë-Verfahren im Rahmen der Einführung des doppeltproportionalen Zuteilungsverfahrens zur Bestellung der Parlamente erstmals 2006 in Zürich eingeführt. Seither folgten Aargau und Schaffhausen (beide 2008), Nidwalden und Zug (beide 2013), Schwyz (2015), Wallis (2017), Uri (2019) und Graubünden (2021). In diesen Kantonen wird das Verfahren auch bei den kommunalen Wahlen verwendet – sei es mit oder ohne Doppelproporz. Der Kanton Basel-Stadt führte 2011 das reine Sainte-Laguë-Verfahren zur Wahl seines Parlamentes (Großer Rat) ein.

## Berechnungsweisen
Das Sainte-Laguë-Verfahren kann mittels verschiedener Rechenwege ausgewertet werden, die nur als Wege verschieden sind, im Ergebnis aber übereinstimmen:
- Bestimmung eines Zuteilungsdivisors
- Auszählung eines Höchstzahlenschemas mit Teilern 0,5, 1,5, 2,5 usw.
- Auswertung als Rangmaßzahlverfahren

### Bestimmung eines Zuteilungsdivisors
Dieser Rechenweg ist in § 5 Absatz 2 des Bundeswahlgesetzes formuliert:

„Der Zuteilungsdivisor wird so bestimmt, dass alle verfügbaren Sitze verteilt werden. Zur Bestimmung des Zuteilungsdivisors wird die Summe der jeweils zugrunde liegenden Stimmenzahlen durch die Anzahl der verfügbaren Sitze geteilt. Werden mit diesem Zuteilungsdivisor insgesamt mehr Sitze vergeben als verfügbar sind, ist der Zuteilungsdivisor so heraufzusetzen, dass bei erneuter Zuteilung sich die Anzahl der verfügbaren Sitze ergibt; entfallen zu wenig Sitze auf die Parteien, ist der Zuteilungsdivisor entsprechend herunterzusetzen.“

Ein Beispiel für das Heraufsetzen wird weiter unten vorgeführt, ein Beispiel für das Heruntersetzen des Startdivisors findet sich im Hauptartikel Sitzzuteilungsverfahren.
Ist der finale Zuteilungsdivisor erreicht und beträgt er etwa wie unten 684, reduziert sich das Verfahren für die Beispieldaten auf den simplen Lösungssatz: Auf je 684 Stimmen entfällt rund ein Sitz. D. h. die Stimmenzahl einer Partei ist durch den Zuteilungsdivisor zu dividieren und der resultierende Quotient ist standardmäßig zu runden, um die Sitzzahl der Partei zu erhalten. Dies erklärt auch die alternative Bezeichnung des Sainte-Laguë-Verfahren als Divisorverfahren mit Standardrundung. Standardrundung bedeutet, dass Quotienten auf die nächstliegende Ganzzahl ab- bzw. aufgerundet werden je nachdem, ob ihr Bruchteil kleiner bzw. größergleich ½ ist. Hierauf bezieht sich die alternative Bezeichnung als Methode der hälftigen Bruchteile (engl. method of major fractions).

### Auszählung eines Höchstzahlenschemas mit Teilern 0,5, 1,5, 2,5 usw.
Die Stimmen der zu berücksichtigenden Parteien werden jeweils durch 0,5, 1,5, 2,5 usw. geteilt. Die Ergebnisse heißen Vergleichszahlen. Von den Vergleichszahlen werden so viele höchste Werte identifiziert, wie insgesamt Sitze zu vergeben sind. Diese Werte heißen Höchstzahlen. Jede Partei erhält so viele Sitze, wie es der Anzahl ihrer Beiträge zu den Höchstzahlen entspricht.
Die beschriebenen Schritte präsentieren sich als Schema, das unten beispielhaft illustriert ist. Vorteil eines Schemas ist, dass es sich schematisch abarbeiten lässt. Nachteil ist, dass die schematische Arbeit das Verfahren selbst mehr verschleiert als erklärt.

### Auswertung als Rangmaßzahlverfahren
Die Auswertung als Rangmaßzahlverfahren war die Form, wie das Verfahren von Hans Schepers in die Arbeit des Bundestages eingeführt wurde. Die Schepers’schen Rangmaßzahlen sind (bis auf einen konstanten Faktor) die Kehrwerte obiger Vergleichszahlen. Statt höchster Vergleichszahlen sind nun geringste Rangmaßzahlen gefragt. Die Sitze werden daher in der Reihung nach kleinsten Rangmaßzahlen zugeteilt.

## Eigenschaften
Das Sainte-Laguë-Verfahren zeichnet sich unter allen Sitzzuteilungsverfahren dadurch aus, dass es besonders gut mit dem wahlrechtlichen Grundsatz der Erfolgswertgleichheit der Wählerstimmen harmoniert. Dies gilt aus globaler wie auch aus lokaler Perspektive. Die globale Sicht schaut auf die Abweichungen der tatsächlichen Erfolgswerte vom Ideal eines ganzen, hundertprozentigen Erfolgs und aggregiert die Abweichungsquadrate in der Wählerschaft. Dieser Maßstab wird vom Sainte-Laguë-Verfahren optimiert (Sainte-Laguë 1910). Die lokale Sicht blickt auf die Unterschiede zwischen den Erfolgswerten zweier beliebiger Wählerstimmen. Beim Sainte-Laguë-Verfahren kann kein Sitztransfer die Unterschiede noch kleiner machen, als sie eh schon sind (Bortkewitsch 1919).
Zudem ist das Sainte-Laguë-Verfahren ein unverzerrtes Sitzzuteilungsverfahren. Unverzerrtheit besagt, dass wiederholte Anwendungen des Verfahrens erwarten lassen, dass für jede Partei die positiven und negativen Abweichungen zwischen Sitzzahlen und den Idealansprüchen, die aus einer theoretischen Dreisatzrechnung resultieren, sich gegenseitig aufheben und im Durchschnitt Null ergeben. Proporzglück paart sich mit Proporzpech. Jede Partei ist diesem Wechselspiel ausgesetzt und für jede Partei halten langfristig Glück und Pech sich die Waage. Das einzige andere unter den bekannten Verfahren, das ebenfalls unverzerrt ist, ist das Hare/Niemeyer-Verfahren.
Als Divisorverfahren ist das Sainte-Laguë-Verfahren auch kohärent, d. h. Teile und Ganzes passen immer nahtlos zusammen. Kohärenz impliziert Parteienzuwachs-, Hausgrößen- und Stimmenzuwachsmonotonie, d. h. Wachstum an einer Stelle wird nicht konterkariert durch widersinnige Rückläufigkeiten an anderen Stellen. Die Paradoxien, die beim Hare/Niemeyer-Verfahren gelegentlich irritieren (Parteienzuwachs-, Hausgrößen- oder Stimmenzuwachsparadoxie), können beim Sainte-Laguë-Verfahren nicht auftreten.
Das Sainte-Laguë-Verfahren muss nicht mehrheitstreu sein, wo auf Partei X zwar eine Absolutmehrheit an Stimmen entfällt, sie aber keine Absolutmehrheit an Sitzen bekommt. Soll Mehrheitstreue sichergestellt werden, ist das Sainte-Laguë-Verfahren durch eine Mehrheitsklausel zu modifizieren.

## Berechnungsbeispiel mit Bestimmung eines Zuteilungsdivisors
In einem Parlament sind insgesamt fünfzehn Sitze zu vergeben. Es sind 10.000 Wählerstimmen abgegeben worden, von denen 5200 auf Partei X, 1700 auf Partei Y und 3100 auf Partei Z entfallen.
Startdivisor ist 10.000 / 15, der Quotient Gesamtstimmen durch Gesamtsitze, gerundet 667. Standardrundung der Quotienten Parteistimmen durch Startdivisor ergibt 7,8 : 2,55 : 4,6 und verteilt somit 8 : 3 : 5 Sitze. Zusammen sind dies sechzehn Sitze, ein Sitz zu viel. Der Startdivisor ist heraufzusetzen.
Wenn der neue Divisor {\displaystyle D} oberhalb der Marke 5200 / 7,5 = 693,3 liegt, erhält Partei X einen Sitz weniger. Denn {\displaystyle D} > 5200 / 7,5 bedeutet, dass der Quotient 5200 / {\displaystyle D} kleiner als 7,5 wird und nur 7 (oder weniger) Sitze rechtfertigt.
Über der Marke 1700 / 2,5 = 680 bekommt Partei Y einen Sitz weniger.
Über der Marke 3100 / 4,5 = 688,9 bekommt Partei Z einen Sitz weniger.
Von diesen drei Marken wird als erste die niedrigste erreicht. Sie gehört zu Partei Y:
{\displaystyle \min {\bigg \{}{\frac {5200}{7{,}5}},{\frac {1700}{2{,}5}},{\frac {3100}{4{,}5}}{\bigg \}}={\frac {1700}{2{,}5}}=680}
Mit einem Divisor größer als 680 bekommt Partei Y höchstens zwei Sitze, so dass die Gesamtzahl der Sitze auf fünfzehn sinkt. Größer als 3100 / 4,5 = 688,9 darf der Divisor nicht werden, sonst würde Partei Z nur vier Sitze bekommen und die Gesamtsitzzahl fünfzehn unterschritten. Jede Zahl im Bereich von 680 bis 688,9 kann als Divisor dienen. Es bietet sich an, als Zuteilungsdivisor die Mitte 684 auszuwählen.
Im Ergebnis führt das Sainte-Laguë-Verfahren zu einer Zuteilung von rund einem Sitz je 684 Stimmen. Die Quotienten aus Stimmen und Zuteilungsdivisor sind auf so viele Nachkommastellen zu berechnen, dass sichtbar wird, ob der Bruchteilsrest unter bzw. über der Rundungsschwelle ,5 liegt und demgemäß ab- bzw. aufzurunden ist. Das Ergebnis lässt sich übersichtlich als Tabelle darstellen:
| Partei                                     | Stimmen | Quotient | Sitze |
| ------------------------------------------ | ------- | -------- | ----- |
| X                                          | 5200    | 7,6      | 8     |
| Y                                          | 1700    | 2,49     | 2     |
| Z                                          | 3100    | 4,53     | 5     |
| Summe (Divisor)                            | 10.000  | (684)    | 15    |
| Auf je 684 Stimmen entfällt rund ein Sitz. |         |          |       |

## Berechnungsbeispiel als Höchstzahlenschema
Die Stimmen werden fortlaufend durch 0,5, 1,5, 2,5 usw. geteilt; die Teilungsergebnisse dienen als „Vergleichszahlen“. Jede Partei erhält so viele Sitze, wie oft sie zu den fünfzehn höchsten Vergleichszahlen, den Höchstzahlen, beiträgt. Um die Höchstzahlen zu identifizieren, kann im vorliegenden Beispiel die Berechnung der Vergleichszahlen bei Erreichen des Dezimalkommas abgebrochen werden:
| Partei                               | X    | X     | Y    | Y    | Z    | Z    |
| ------------------------------------ | ---- | ----- | ---- | ---- | ---- | ---- |
| Stimmen                              | 5200 | 5200  | 1700 | 1700 | 3100 | 3100 |
| Vergleichszahlen                     |      |       |      |      |      |      |
| Stimmen/0,5                          | 1    | 10400 | 4    | 3400 | 2    | 6200 |
| Stimmen/1,5                          | 3    | 3466  | 10   | 1133 | 6    | 2066 |
| Stimmen/2,5                          | 5    | 2080  | 680  | 680  | 8    | 1240 |
| Stimmen/3,5                          | 7    | 1485  | 485  | 485  | 12   | 885  |
| Stimmen/4,5                          | 9    | 1155  | 377  | 377  | 15   | 688  |
| Stimmen/5,5                          | 11   | 945   | 309  | 309  | 563  | 563  |
| Stimmen/6,5                          | 13   | 800   | 261  | 261  | 476  | 476  |
| Stimmen/7,5                          | 14   | 693   | 226  | 226  | 413  | 413  |
| Stimmen/8,5                          | 611  | 611   | 200  | 200  | 364  | 364  |
| Auszählung der fünfzehn Höchstzahlen |      |       |      |      |      |      |
| Sitze                                | 8    | 8     | 2    | 2    | 5    | 5    |

Die Auszählung der Höchstzahlen bleibt offensichtlich dieselbe, wenn die Teiler 0,5, 1,5, 2,5 usw. ersetzt werden durch die Teiler 1, 3, 5 usw. Das Sainte-Laguë-Verfahren wird daher auch Methode der ungeraden Teiler genannt.
Die Arbeit mit Höchstzahlen stößt bei größeren Gremien an Grenzen. Im 20. Deutschen Bundestag (ab 2021) sitzen acht Parteien, auf die stärkste Partei entfallen 206 der 736 Gesamtsitze. Die Vergleichszahlen wuchern zu einem Block mit acht Spalten und mehr als zweihundert Zeilen; in diesem Block wären über siebenhundert Höchstzahlen zu identifizieren.

## Modifikationen des Sainte-Laguë-Verfahrens
Das Sainte-Laguë-Verfahren wird in Skandinavien in Modifikationen verwendet, die den ersten Teiler 0,5 auf 0,6 (Schweden ab 2014) oder 0,7 (Norwegen, Schweden bis 2013) heraufsetzen.
Die Motivation für die Modifikationen wird aus der Berechnungsweise als Divisorverfahren mit Standardrundung einsichtig. Dort nehmen die Teiler die Rolle von Sprungstellen ein, um die Rundungsrichtung für die Quotienten festzulegen. Die Werte 0,5, 0,6 bzw. 0,7 sind Sprungstellenkandidaten für das erste Intervall von Null bis Eins. Ein Quotient unterhalb der Sprungstelle wird auf null Sitze abgerundet, die Partei verpasst den Einzug ins Parlament. Oberhalb der Sprungstelle wird auf einen Sitz aufgerundet, die Partei erlangt parlamentarische Präsenz. Der Rundungsbonus, dass der erste Sitz nur durch Aufrundung ins Leben gerufen wird, verringert sich von 0,5 über 0,4 auf 0,3 Sitzbruchteile.
Die Erschwerung für die Erlangung des ersten Sitzes wird auch durch die natürliche Sperrklausel erfasst. Dies ist der kleinste Stimmenanteil, den eine Partei braucht, um mindestens einen Sitz zu erhalten und ins Parlament einzuziehen. Sie beruht auf der Zahl der zu vergebenden Sitze ({\displaystyle h}, Hausgröße) und der Zahl der zu berücksichtigenden Parteien ({\displaystyle \ell }, Listenzahl). Für das Sainte-Laguë-Verfahren (mit erstem Teiler 0,5) und die beiden Modifikationen (mit ersten Teilern 0,6 bzw. 0,7) lassen sich die jeweiligen natürlichen Sperrklauseln formelmäßig angeben:
{\displaystyle {\frac {0{,}5}{h+0{,}5-(\ell -1)/2}}\quad {\text{bzw.}}\quad {\frac {0{,}6}{h+0{,}6-(\ell -1)/2}}\quad {\text{bzw.}}\quad {\frac {0{,}7}{h+0{,}7-(\ell -1)/2}}}
In obigem Beispiel, in dem {\displaystyle h} = 15 Sitze auf {\displaystyle \ell } = 3 Parteien zu verteilen sind, wachsen die natürlichen Sperrklauseln demgemäß von 3,4 über 4,1 auf 4,8 Prozent der Gesamtstimmen an. Die Anhebung des ersten Teilers macht es zunehmend schwerer, dass eine Zwergpartei den Einzug ins Parlament schafft.